# Vinzenz Guggenberger

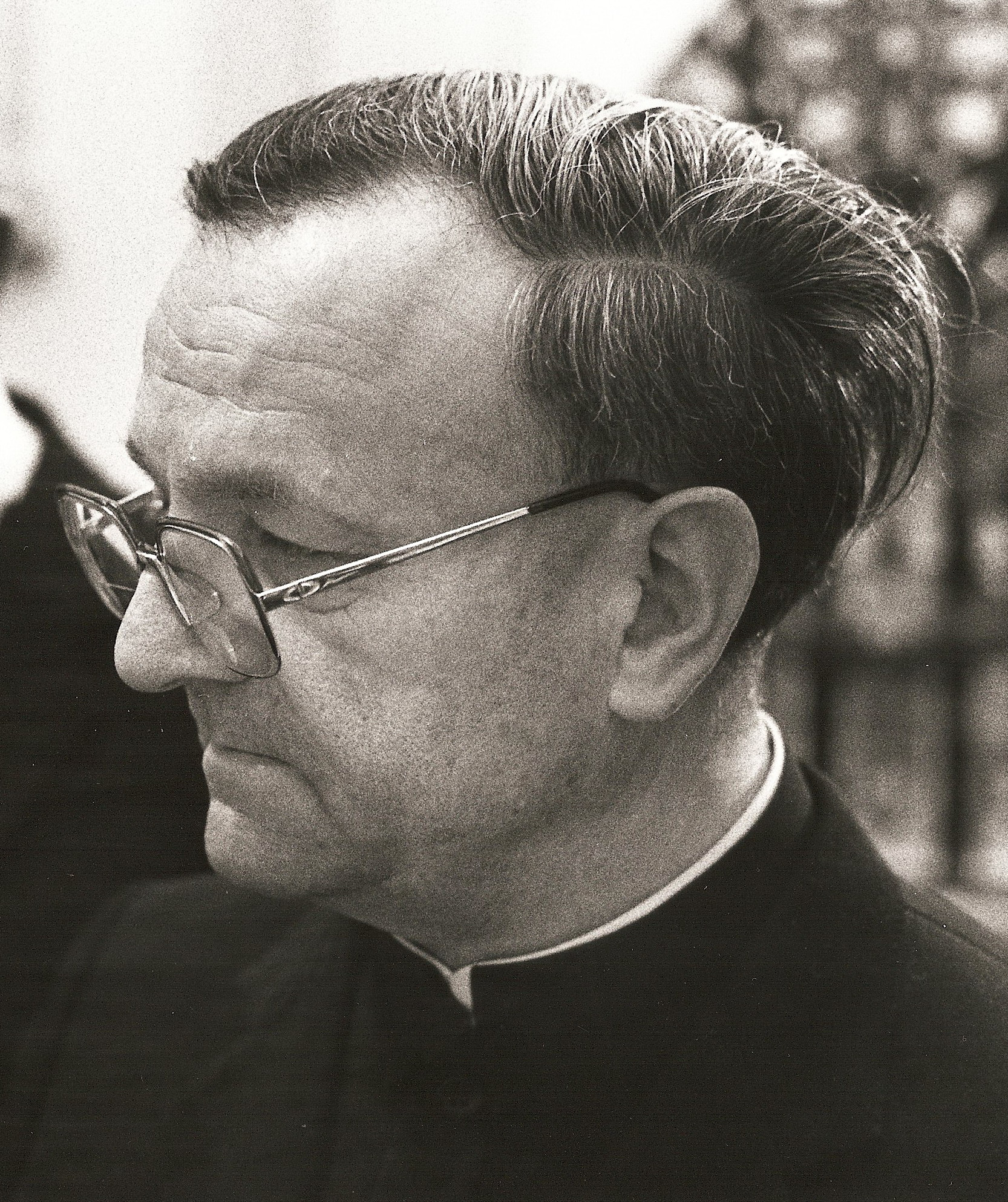
Vinzenz Guggenberger (1987)

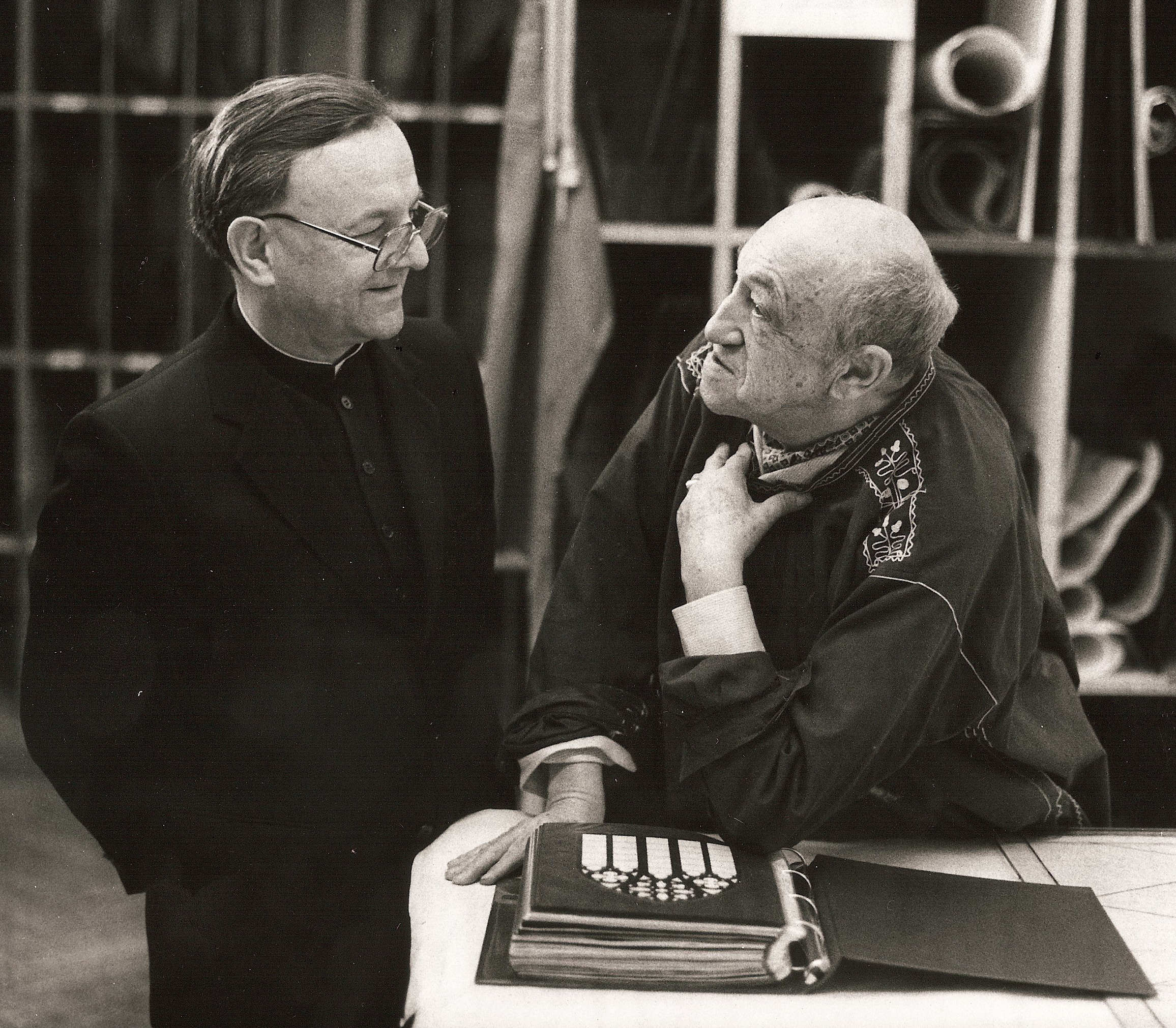
Weihbischof Vinzenz Guggenberger im Arbeitsgespräch mit Josef Oberberger, der die neuen Glasmalereifenster im Regensburger Dom gestaltete (1987)

Vinzenz Guggenberger (* 21. März 1929 in Osterham, Gemeinde Laberweinting, Niederbayern; † 4. Juli 2012 in Straubing) war ein deutscher römisch-katholischer Theologe und Weihbischof in Regensburg.

## Leben
Nach einer humanistischen Schulbildung in Straubing und dem anschließenden Studium der Philosophie und Katholischen Theologie an der Philosophisch-theologischen Hochschule Regensburg wurde Vinzenz Guggenberger 1953 von Erzbischof Michael Buchberger im Hohen Dom zu Regensburg zum Priester geweiht. Er war als Kaplan in Bodenmais, Wunsiedel und der Dompfarrei in Regensburg tätig. Bischof Rudolf Graber ernannte ihn zum Diözesanpilgerleiter (1965), Geistlichen Beirat des Frauenbundes (1965), Dompfarrer Niedermünster (1971) und Domkapitular (1972).
Papst Paul VI. ernannte Vinzenz Guggenberger am 17. Mai 1972 zum Titularbischof von Abziri und zum Weihbischof in Regensburg. Die Bischofsweihe spendete ihm Bischof Rudolf Graber am 24. Juni 1972. Mitkonsekratoren waren die Regensburger Weihbischöfe Josef Hiltl und Karl Flügel. Sein bischöflicher Wahlspruch Parare Domino plebem perfectam („Dem Herrn ein wohlbereitetes Volk schaffen“) entstammt dem Lukasevangelium (Lk 1,17 ). Das Regensburger Domkapitel wählte ihn 1984 zum Dompropst. Er nahm bis 1996 zugleich das Amt des Bischöflichen Beauftragten für die wirtschaftlichen Angelegenheiten der Diözese wahr. Als Bischofsvikar war er zuständig für die Ordensgemeinschaften und die überdiözesanen Hilfswerke sowie als Koordinator zur Kirche in der Tschechischen Republik. Vom 16. Januar bis 23. November 2002 übte er das Amt des Diözesanadministrators aus. Er war Regionaldekan für die Region Regensburg. Als Mitglied in der Deutschen Bischofskonferenz engagierte er sich in der Kommission für geistliche Berufe und kirchliche Dienste sowie in der Kommission für weltkirchliche Aufgaben.
Am 22. März 2004 wurde seinem altersbedingten Ruhestandsgesuch durch Papst Johannes Paul II. stattgegeben. Es folgte ihm Reinhard Pappenberger im Amt.
Vinzenz Guggenberger war weiterhin erster Vorsitzender des Institutum Marianum Regensburg e. V. Seinen Ruhestand verbrachte er im Kloster Azlburg in Straubing. Er verstarb am 4. Juli 2012 in Straubing. Er wurde in der Pfarrkirche seiner Heimatpfarrei St. Peter in Hofkirchen, Gemeinde Laberweinting, bestattet.

## Auszeichnungen
- Bayerischer Verdienstorden
- Verdienstkreuz 1. Klasse des Verdienstordens der Bundesrepublik Deutschland

## Schriften
- Kreuzweg der Versöhnung, Stangl 1974, zusammen mit Ferdinand Kieslinger
- „Schau in das Antlitz Christi!“ Predigten und Ansprachen am Grab Anna Schäffers, Bistum Regensburg 1999, ISBN 3-9803993-0-3